# Chorebus orisellus
Chorebus orisellus är en stekelart som beskrevs av Papp 2005. Chorebus orisellus ingår i släktet Chorebus och familjen bracksteklar. Inga underarter finns listade i Catalogue of Life.